# Zamor

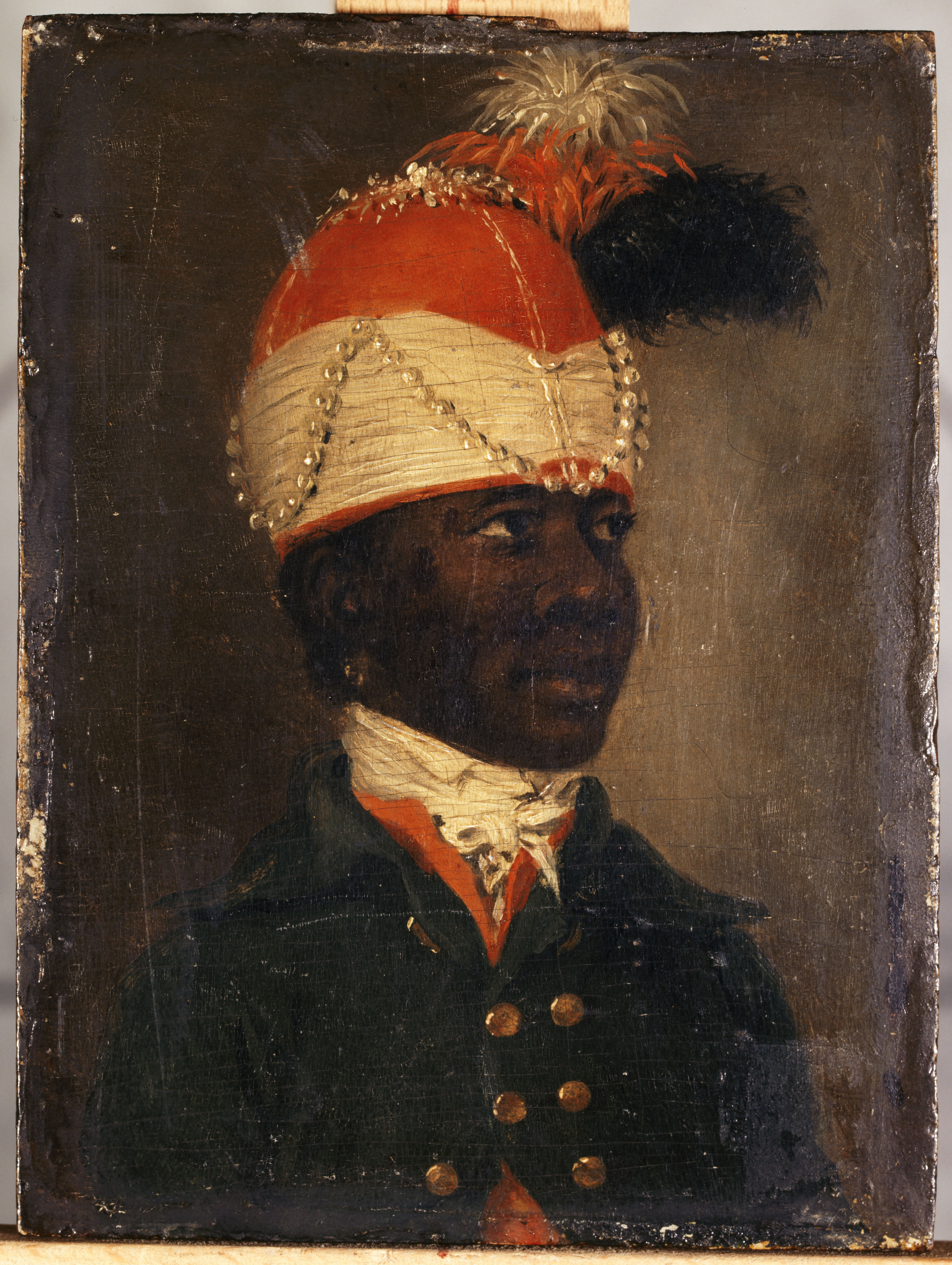
Supuesto retrato de Zamor, el paje de Madame du Barry, en el Museo Carnavalet; anónimo, años 1770.

Zamor (bautizado como Louis-Benoit; 1762 - 7 de febrero de 1820) fue un revolucionario francés de origen posiblemente siddi de Bengala, quien, cuando era un niño de once años, fue sacado de Chittagong, subah de Bengala, Imperio Mogol (actual Bangladés) por traficantes de esclavos. Posteriormente, fue obsequiado a Madame du Barry y se convirtió en su sirviente hasta que informó sobre ella al Comité de Salvación Pública. Participó en la Revolución Francesa y fue encarcelado por los girondinos.

## Primeros años
Zamor nació en 1762 en la ciudad de Chittagong en el principado de Bengala (actual Bangladés). En 1773, cuando tenía once años, fue capturado por traficantes de esclavos británicos, quienes lo traficaron a Francia a través de Madagascar y lo vendieron a Luis XV de Francia. El rey entregó el niño a su amante, Madame du Barry, y lo bautizaron Louis-Benoit. La condesa desarrolló un gusto por el niño y lo educó. Zamor se aficionó a la lectura y se inspiró en las obras de Rousseau. Hasta su muerte, la condesa tenía la impresión incorrecta de que Zamor era africano (aunque Zamor en realidad procedía del grupo étnico Siddi, que desciende de esclavos traídos al norte de la India procedentes de los pueblos bantúes de África Oriental).
Los registros de la época sugieren que Zamor era extremadamente travieso cuando era niño. Ella anotó en sus memorias:

El segundo objeto de mi mirada fue Zamor, un joven africano, lleno de inteligencia y picardía; simple e independiente en su naturaleza, pero salvaje como su país. Zamor se creía igual a todos los que conocía, y apenas se dignaba reconocer al propio rey como su superior.

## Papel en la Revolución Francesa
Cuando estalló la Revolución Francesa, Zamor se puso del lado de los revolucionarios y se unió a los jacobinos. Detestaba a la condesa du Barry y deploraba su lujoso estilo de vida y su cruel esclavitud. Él protestó por sus repetidas visitas a Inglaterra con la intención de recuperar sus joyas perdidas y le advirtió que no protegiera a los aristócratas. Como informante del Comité de Salvación Pública, Zamor consiguió que la policía arrestara a la condesa en 1792 a su regreso de una de sus muchas visitas a Inglaterra. La condesa, sin embargo, aseguró su liberación de la cárcel y descubrió que el arresto fue obra de su esclavo, Zamor. Rápidamente despidió a Zamor de su hogar. En su libertad, Zamor fue más elocuente en su apoyo a la revolución. Presentó más cargos contra la condesa, lo que finalmente condujo a su arresto, juicio y ejecución en la guillotina. En el juicio, Zamor declaró que Chittagong era su lugar de nacimiento.

## Prisión
Poco después de la ejecución de la condesa, Zamor fue arrestado por los girondinos bajo sospecha de ser cómplice de la condesa y jacobino. Fue juzgado y encarcelado, pero pudo asegurar su liberación. Luego huyó de Francia, reapareciendo en 1815 tras la caída de Napoleón. Por entonces Zamor alquiló un cuarto en la Rue Maître-Albert, cerca del Barrio Latino de París, y pasó unos años como maestro de escuela.

## Muerte
Zamor murió en la pobreza el 7 de febrero de 1820 y fue enterrado en París. Al respecto, Jacques Levron escribe: 

"Vivía en un cuartito sórdido, reprobado y odiado por todo el barrio. Murió en 1820. Su cuerpo fue arrojado a la fosa común. Nadie siguió su entierro."

## En la cultura popular
Zamor a los 12 años aparece en la novela Joseph Balsamo de Alejandro Dumas.
En 1978 se publicó una tira cómica de dos páginas, La rue perdue (La calle perdida). Esta tira presenta a Gil Jourdan, un detective creado por Maurice Tillieux. Ambientada en 1953, el detective Jourdan intenta averiguar por qué una hoja de guillotina falsa cuelga fuera de la puerta de un amigo. El responsable resulta ser un hombre obsesionado con Madame du Barry, que busca vengar su muerte a través de la vida del amigo de Jourdan que se parece a Zamor. La historia se desarrolla en la rue Maître Albert, donde Zamor residía antes de su muerte.
En la película Marie Antoinette de Sofia Coppola de 2006, Madame du Barry (interpretada por Asia Argento) aparece en compañía de un niño negro esclavo, que probablemente era Zamor.